# 김재열 (1962년)
김재열(金在烈, 1962년 12월 5일 ~ )은 대한민국의 제7·9대 전라남도 고흥군의원이다.

## 학력
- 고흥영주고등학교 졸업
- 광주대학교 법학과 졸업

## 경력
- 과역면 체육회 상임부회장
- 과역면 번영회장
- 2014.07 ~ 2015.08 제7대 전라남도 고흥군의회 의원
- 2014.07 ~ 2015.08 제7대 전라남도 고흥군의회 전반기 산업건설위원회 위원
- 2014.07 ~ 2015.08 제7대 전라남도 고흥군의회 전반기 예산결산특별위원회 위원
- 김승남 국회의원 정무특보
- 더불어민주당 고흥군 지역위원회 상임부위원장
- 더불어민주당 전남도당 농어촌특별위원장
- 고흥여행 방문자센터 운영위원장
- 2025.04 ~ 제9대 전라남도 고흥군의회 의원
- 2025.04 ~ 제9대 전라남도 고흥군의회 후반기

## 역대 선거 결과
|  | 10.96% |

|  | 25.57% |

|  | 54.07% |